# Урмикеево
Урмикеево — деревня Нижнесергинского района Свердловской области России, входит в состав «Михайловского муниципального образования».

## Географическое положение
Деревня Урмикеево муниципального образования «Нижнесергинский муниципальный район», входящая в состав «Михайловского муниципального образования», расположена в 30 км (по автотрассе в 37 км) к юго-западу от города Нижние Серги, на правом берегу реки Уфа.

## Топоним
Татарское и башкирское название деревни — Үрмәкәй.

## История
Урмикеево старинная башкирская деревня рода Гайна, ранее относилась к Больше-Кущинской волости. Впервые упоминается в документах в 1765 году. В период кантонного управления Башкирией деревня относилась к 5-му юрту 2-го башкирского кантона.
Жители деревни не имели собственной земли так как свою вотчину они вместе с жителями деревень Уфа-Шигири и Артя-Шигири продали барону С. Г. Строганову по купчей крепости от 19 июля 1755 года. 1748 году в их бывшей земле в 1748 году был построен Артинский молотовой завод. При этом жители выговорили себе право беспрепятственно проживать и пользоваться всеми угодьями на уступленных землях, но фактически стали припущенниками-жильцами уже чужой вотчины
В 1834 году состояла из 20 дворов, где было учтено 98 человек башкир. 1859 году состояла из 22 дворов, где проживало 140 человек В 1920 году в 74 дворах учтено 437 человек.
В первые годы существования Башкирской автономии Шокуровская волость (в то время к нему относилась деревня Урмикеево) входила в состав Кущинского кантона. В сентябре 1919 года Кущинский и Дуванский кантоны Башкирской АССР были объединены в Дуван-Кущинский кантон, которая в 1922 году была преобразована в Месягутовский кантон. 1923 году границы данного кантона были изменены и его северные волости отошли к Екатеринбургской губернии, впоследствии присоединенной к Уральской области.
В деревне имеется мечеть.

## Население
| 2002 | 2010 | 2021 |
| ---- | ---- | ---- |
| 783  | ↗827 | ↘694 |

Согласно переписи 2002 года национальный состав следующий: татары — 99 %.

## Инфраструктура
На территории деревни располагаются медицинский пункт, сельский клуб, при котором действует татарский фольклорно-этнографический коллектив, библиотека, детский сад, Урмикеевская средняя школа, с татарским языком обучения.